# Strezojevo
Strezojevo – wieś w Chorwacji, w żupanii zagrzebskiej, w gminie Pokupsko. W 2011 roku liczyła 154 mieszkańców.